# ریچارد مورنگا
ریچارد مورنگا (انگلیسی: Richard Murunga; ۲۲ آوریل ۱۹۴۹ – ۲۶ اکتبر ۲۰۱۸) بوکسور اهل کنیا بود.